# Tygodnik Ilustrowany
Tygodnik Ilustrowany (poloneză: [tɨˈɡɔdɲik ilustrɔˈvanɨ], Săptămâna ilustrată) a fost o revistă săptămânală în limba poloneză care a fost publicată la Varșovia între 1859 și 1939. Principalul ei domeniu de interes l-au constituit studiile și articolele pe teme literare, artistice și sociale.

## Istorie
După opinia mai multor istorici, Tygodnik Ilustrowany a fost una dintre cele mai importante și mai populare reviste poloneze ale vremii sale, fiind profitabilă și foarte apreciată. Era deosebit de popular în rândul intelectualității poloneze. Este considerată a fi cea mai veche publicație culturală apărută la Varșovia.
Revista a fost publicată la început de Józef Unger, fiind preluată apoi de compania Gebether i Wolff. Printre redactorii ei s-au numărat L. Jenike, J. Wolff, A. Oppman, A. Grzymała-Siedlecki, Z. Dębicki, P. Choynowski, W. Gebethner, J. Gebethner, W. Czarski și C. Staszewicz. În anul 1909 avea un tiraj de aproximativ 20.000 de exemplare.
Aici au fost publicate frecvent articole despre istoria Poloniei și despre societatea poloneză, studii pe teme etnografice și arheologice, articole despre progresul tehnologiei și despre călătorii și explorări. Revista a serializat câteva romane, printre care Nad Niemnem al Elizei Orzeszkowa, Țăranii al lui Władysław Reymont și Cenușa al lui Stefan Żeromski. Textele publicate în paginile ei sunt încă considerate a fi de înaltă calitate.
Revista și-a încetat apariția odată cu invadarea Poloniei de către Germania Nazistă în septembrie 1939; ultimul număr a fost publicat pe 3 septembrie 1939.
Printre colaboratorii săi cei mai cunoscuți s-au numărat personalități literare poloneze precum Józef Ignacy Kraszewski, Eliza Orzeszkowa, Bolesław Prus și câștigătorul premiului Nobel Henryk Sienkiewicz. Au mai colaborat aici T. Boy-Żeleński, Władysław Skoczylas, W. Sabowski, J. Zachariasiewicz, Z. Miłkowski, P. Chmielewski, W. Bogusławski, M. Gawalewicz, J. Wieniawski etc.
Tygodnik Ilustrowany este creditată cu popularizarea xilogravurilor în Polonia, prin publicarea lucrărilor unor artiști precum Wojciech Gerson, Henryk Pillati, Franciszek Kostrzewski și Juliusz Kossak.

## Legături externe
- Biblioteca digitală a revistei
- O altă colecție